# Демянки (Брянска област)
Демянки (на руски: Демьянки) е село в Стародубски общински окръг на Брянска област в Русия.
Идентификационният код на селото според Общоруския класификатор на обектите на административно-территориално деление (ОКАТО) е: 15250000039.
До 31.12.2019 г. село Демянки е било част от Понуровското селско поселение (вид община от множество малки населени места) с административен център село Понуровка. Със закон на Брянската областна дума от 29.05.2020 г., влязъл в сила на 01.08.2020 г., село Демянки е включено в състава на ново основания Стародубски общински окръг.

## География
Намира се в южната част на Брянска област на разстояние около 26 km южно-югоизточно от административния център на общината – град Стародуб. Разпростира се на двата бряга на река Рьовна, по старинния път Стародуб –– Новгород Северски.

## История
Селото е основано около 1630 г., тогава в Полско-литовската държава, като слобода, владение на полския шляхтски благородник и трокски воевода Николай Абрамович (на руски език). Слободата остава негово владение до средата на XVII век.
След това, през 1649 г. от Полско-литовската държава се отцепват православните казаци, основавайки тяхната собствена държава – Казашкото хетманство, в което се озовава село Демянки за напред. През втората половина на XVII век селото било включено в състава на Стародубската полкова сотня (подразделение) на Стародубския полк (административно-териториална, съдебна и военна единица на Казашкото хетманство, а след анектирането му – на Руската империя). Негови владетели станали Небаба и Блаватски.
Разположено на сравнително уединено място, Демянки се оказва привлекателно за избягалите разколници (според Александър Лазаревски в Демянки се преселват разколници, прогонени от село Понуровка).
През последната четвърт на XVII век Демянки е сред селата, владяни от ранг-имащото лице, изпълняващо длъжността Стародубски кмет. На 10 август 1704 г. хетман Иван Мазепа дава селото като феодално владение на полковника на Стародубския полк – благородника Михаил Андреевич Миклашевски (ок. 1640 г. – 19 март 1706 г.) – издавайки специален хетмански универсал (указ).
През 1706 г. Михаил А. Миклашевски е убит край полския град Несвиж в битка срещу шведите по време на Великата северна война. Многобройните му владения са временно (неокончателно) разделени между вдовицата му Анна и по-големите им синове Андрей и Степан, тъй като техният полубрат Иван все още не бил пълнолетен (под 17 години) и нямал право самостоятелно да сключва правни сделки. По силата на това временно наследствено разделение, село Демянки се владее първо от вдовицата Анна, а след смъртта ѝ от сина Иван. Официално с хетмански универсал (указ) на хетман Даниил Апостол от 13.01.1729 г., село Демянки е потвърдено за феодално владение на Иван М. Миклашевски (след 1689–1740 г.).
Окончателната подялба на наследството се състои едва през 1741 г., когато Иван М. Миклашевски е вече бил починал година по-рано. Неговите права приема сина му Павел Иванович Миклашевски (15.12.1724 г. – ок. 1773 г.). Така наследството се разделя между Андрей, Степан и племенника им Павел. Според тази делба, Демянки си остава в ръцете на Павел, който я бил наследил от баща си Иван.
През 1767 г. Павел Иванович Миклашевски построява църквата „Св. Николай“ в Демянки, при която от 1860-те години започва да работи училище, в което се обучават 11 ученика.
След смъртта на Павел И. Миклашевски селото преминава в ръцете на вдовицата му Елена Даниловна (по баща Новицка) и децата им. След смъртта и на Елена Даниловна Миклашевска, синът им Михаил Павлович Миклашевски (1756–26.08.1847 г.) наследява Демянки.
През 1814 г. в селото е изградена нова каменна сграда на църквата „Възкресение Христово“, която вероятно е съществувала още през XVII в., тъй като един от първите ѝ свещеници, Даниел Соболевич, е споменат през 1693 г. През 1860-те години към църквата е открито училище, в което се обучават 12 момчета.
От началото на XIX век село Демянки става част от Понуровската волост.

## Население
По социален състав село Демянки е село със селско население. Броят на жителите му се увеличава непрекъснато през XVIII век, като в началото на XIX век достига 135 двора. Въпреки това, поради факта, че през 1820-те години Михаил Павлович Миклашевски построява фабрика за сукно в село Понуровка, се наблюдава отлив на население от Демянки, в резултат на което през 1858 г. населението на селото намалява до 80 двора. Но към края на XIX век броят на жителите не само се възстановява, но и се увеличава до 328 двора (1919 души).
Население: 1356 души (1859 г.), 1854 души (1892 г.), 350 души през 2002 г. (руснаци 99%), а през 2010 г. –  288 души.